# هيلمار نيغارد
هيلمار نيغارد (بالنرويجية البوكمول: Hjalmar Nygaard)‏ (12 يونيو 1900 – 7 يناير 1937) هو ملاكم نرويجي راحل، مثّل بلاده في الألعاب الأولمبية الصيفية 1920.

## روابط خارجية
هيلمار نيغارد على موقع أوليمبيديا (الإنجليزية)